# コスタ・バルバルセス
コスタ・バルバルセス（Kosta Barbarouses）こと、コンスタンティノス・"コスタ"・バルバルセス（英語: Konstantinos "Kosta" Barbarouses、ギリシア語: Κωνσταντίνος "Κώστας" Μπαρμπαρούσης、1990年2月19日 - ）は、ニュージーランド・ウェリントン出身のサッカー選手。Aリーグ・シドニーFC所属。ニュージーランド代表。ポジションはフォワード、ミッドフィールダー。

## 経歴
2008年にニュージーランド代表に初選出されている。2012年、ロンドンオリンピックの代表に選ばれた。
2017-18シーズンより、ファヒド・ベン・ハルファラーがブリスベン・ロアーFCへ移籍したメルボルン・ヴィクトリーFCに2年契約で復帰した。

## タイトル

### クラブ
ブリスベン・ロアー
- Aリーグ : 2010–11

メルボルン・ヴィクトリー
- Aリーグ : 2014–15
- FFAカップ : 2015

### 代表
ニュージーランド U-17
- OFC U-17選手権 : 2007

ニュージーランド
- OFCネイションズカップ : 2008, 2016

### 個人
- Aリーグ・ベストイレブン : 2011-12, 2015-16
- マーク・ヴィドゥカ・メダル（英語版） : 2016
- ウェリントン・フェニックス年間最優秀選手 : 2016-17